# Hypodontolaimus balticus
Hypodontolaimus balticus är en rundmaskart som först beskrevs av G. Schneider 1906.  Hypodontolaimus balticus ingår i släktet Hypodontolaimus och familjen Chromadoridae. Arten är reproducerande i Sverige. Inga underarter finns listade i Catalogue of Life.